# 接目镜
- 關於改善視力的器具，請見「眼鏡」。
- 關於照相機取景的設備，請見「取景器」。

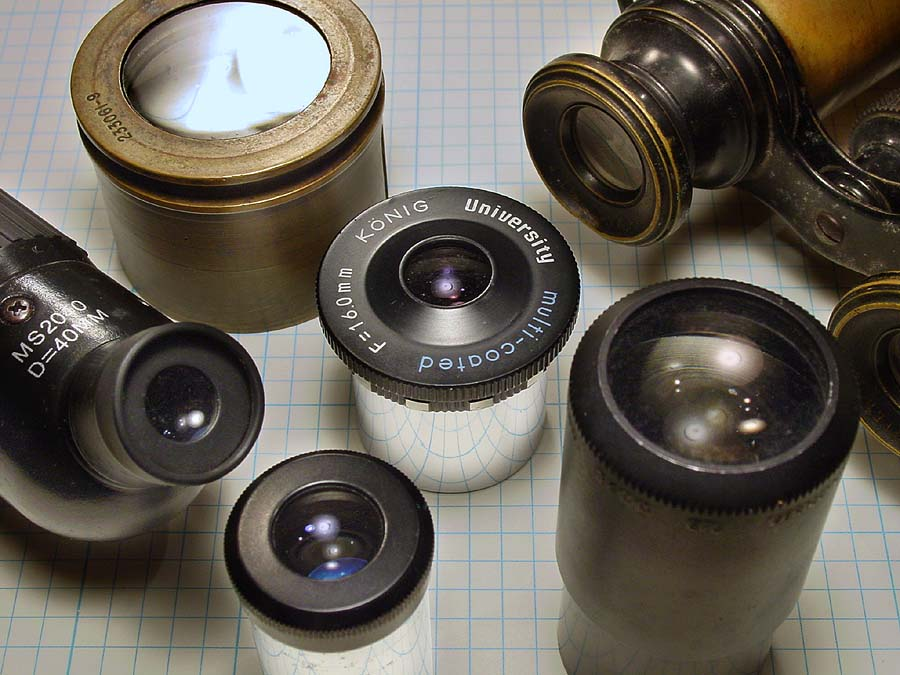
收集的不同類型目鏡。

接目镜，又稱接眼鏡、目鏡，通常是一个透镜组，可以連接在各種不同光學設備，像是望遠鏡或顯微鏡的後端。所以如此命名，是因為當設備被使用時，它常是最接近使用者眼睛的透鏡。物鏡的透鏡和面鏡收集光線並引導至焦點生成影像；目鏡被安置在焦點，主要的功能在放大影像，放大的倍率則與目鏡的焦距有關。
目鏡通常會包含幾個組裝在一起的「透鏡元件」，裝在一個筒狀物的後端。這個筒狀物則會塑造成適合儀器的特別開口，影像可以經由移動目鏡和物鏡焦點的位置而聚焦成像。多數儀器都會有一個聚焦的裝置，允許目鏡在軸上移動，而不需要直接去操作目鏡。
雙筒望遠鏡的目鏡通常是永久固定在鏡筒上，因此它們的視野和放大倍率都是預先就被設定好的。望遠鏡和顯微鏡，目鏡通常都可更換，而通過目鏡的更換，使用者可以調整視野和倍率。例如，望遠鏡就經常以更換目鏡來增加或減少倍率；目鏡也為使用者提供提供不同視野和適眼距的調整。
現在用於研究的望遠鏡已不再使用目鏡，取而代之的是裝置在焦點上的高品質CCD感測器，而影像就可以直接在電腦的顯示器上觀察。有些業餘天文學家也在個人的望遠鏡上安裝了相似的設備，但普遍的仍然是直接使用目鏡來觀察影像。
除了伽利略式望遠鏡的目镜采用凹透镜以外，大多数望远镜的目镜都可以等效为凸透镜。一个好的目镜应该尽可能消除色差、像差、提供优良的像质，提供较大的表观视场，较长的適眼距以方便人们使用，提供较好的目镜罩以减少杂光干扰。设计优秀的目镜还考虑了戴眼镜的人使用，使用了橡皮可翻目镜罩或者可调升降目镜罩。目镜的光学系统的设计有多种形式，如：惠更斯目镜（H式或HW式）、拉姆斯登目镜（R式或SR式），这些属于第一代目镜。第二代目镜具有代表性的有四种：凯尔纳目镜（K式）、普罗素目镜（PL式）、阿贝无畸变目镜（OR式目镜）、爱尔弗广角目镜。第三代目镜最著名的目镜是Nagler目镜，它拥有更加出色的表现，特別是在視場修正技術方面。在小型天文望远镜中，大部分目镜的接口遵循三个标准，即外径为0.965英寸（24.5毫米）、1.25英寸（31.7毫米）和2英寸（50.8毫米），具有相同接口标准的目镜可以互相替换使用。

## 目鏡的性質
目鏡的一些性質對光學產品的功能非常重要，需要比較以決定最適合需求的目鏡。 

### 入射光瞳的距離設計
目鏡的入射光瞳永遠不變的被設計在目鏡的光學系統之外，它們必須被設計在特定的距離上有優異的性能（即在這個距離上的變形極小）。在折射式的天文望遠鏡，入射瞳通常很靠近物鏡的位置，與目鏡通常有數英呎的距離；在顯微鏡，入射瞳通常緊靠著物鏡的後焦平面，與目鏡只有幾英吋的距離。因此顯微鏡的目鏡與望遠鏡的目鏡性質不同，不是互換就能獲得適當的表現。

### 元件和群
每一個獨立鏡片稱為元件，通常是簡單的透鏡，可以組合成單鏡、膠合的雙鏡或是三合鏡。當這些元件被兩個或三個黏合在一起時，這種組合就成為群。
第一個目鏡只是單片的透鏡元件，得到的影像有高度的變形。二或三個元件的設計發明之後，由於改進了影像的品質，很快就成了標準的設計。今天，工程師在計算機協助規劃下的設計，以七或八個元件提供了絕佳的影像。

### 內部反射和散射
內部反射有時也稱為散射，導致穿過目鏡的光線不僅分散還降低了目鏡產生影像的對比。當影像的效果很差時就會出現"鬼影"，稱為幻像。多年以來，設計時玻璃與玻璃之間製造很小的空氣隙，就能有效的改善這個問題。
對薄透鏡可以採用在元件表面鍍膜的方法來解決這個問題。這一層厚度只有一或兩個波長的膜，可以改變通過元件的光線折射來減少反射和散射。有些鍍膜可經由全反射的過程吸收這些光線以低淺角度射入的光線，使它們不會穿過透鏡。

### 倍率色差
色差的產生是因為不同的顏色（波長）由一種介質到另一種介質時，有不同的折射率。對目鏡而言，色差來自穿越空氣和玻璃之間的界面。藍光和紅光在經過目徑的元素之後不能距焦在同一個焦點上，這種現象對點光源 的結果是可能產生一個圍繞著焦點的模糊色環，通常的結果是造成影像模糊不清。
較為傳統的方法是利用多個不同玻璃和曲度的组合來消除色差。
位置色差在光學望遠鏡中，因為焦距很長而成為很顯著的效應；顯微鏡，因為一般的焦距都很短，就不受這種效應的影響。
通常，目鏡在改善色差時，這兩種都需要做修正。

### 焦長（焦距）
焦長是平行的光經過目鏡後匯距的點與目鏡主平面的距離。在使用時，目鏡焦長和物鏡焦長的結合，確定了附屬的放大倍率。當單獨提到目鏡時，他的單位通常是毫米（mm）；而當在一架可以更換目鏡的儀器上使用時，有些用戶喜歡使用經過目鏡後所能得到的放大倍數做為單位。
對望遠鏡，一些特殊的目鏡可以產生不同的角放大率，並且望遠鏡和顯微鏡的組合倍率可以用下面的慣例式來計算：
{\displaystyle \mathrm {MA} ={\frac {f_{O}}{f_{E}}}}
此處：
- {\displaystyle \mathrm {MA} }是要計算的角放大倍率，
- {\displaystyle f_{O}}是望遠鏡物鏡的焦長，
- {\displaystyle f_{E}}是目鏡的焦長，要用同樣的測量單位來表示。{\displaystyle f_{T}}.

對一個複合式顯微鏡的慣用式是： 
{\displaystyle \mathrm {MA} ={\frac {DD_{\mathrm {EO} }}{f_{O}f_{E}}}={\frac {D}{f_{E}}}\times {\frac {D_{\mathrm {EO} }}{f_{O}}}}
此處：
- {\displaystyle D} 是距離最接近的明視距離（通常是250mm），
- {\displaystyle D_{\mathrm {EO} }}是物鏡的後焦面和目鏡的後焦面（稱為筒長）的距離，在現代的儀器上這個距離通長是160mm
- {\displaystyle f_{O}}是物鏡的焦長，{\displaystyle f_{E}}是目鏡的焦長。

因此，要提高放大倍率，可以將目鏡的焦長減短，或是將儀器本身的焦長加長。例如，焦長25mm的目鏡用在焦長1200mm的望遠鏡上，放大倍率是48倍；焦長4mm的目鏡用在相同的望遠鏡上，放大倍率是300倍。
業餘天文學家使用的望遠鏡的目鏡傾向於將焦長標示出來。在天文學，焦長的表示單位通常是毫米（mm），範圍則在3至50毫米之間。實際的放大倍率則依使用的望遠鏡的焦長來決定。
但是當描述觀測現象時，天文學家對於目鏡的標示，卻又慣用放大倍率，而不是標示目鏡的焦長。在觀測報告上使用放大倍率是比較方便的，因為它更直接的提示了觀測者實際上看到的是甚麼的看法。由於放大倍率是依賴所使用的望遠鏡決定，因此單獨只提放大倍率對望遠鏡的目鏡是毫無意義的。
依據協議，顯微鏡的目鏡通常標示具體的倍率來取代焦長。顯微鏡的目鏡倍率 {\displaystyle P_{\mathrm {E} }}和物鏡的倍率{\displaystyle P_{\mathrm {O} }}的關係如下：
{\displaystyle P_{\mathrm {E} }={\frac {D}{f_{E}}},\qquad P_{\mathrm {O} }={\frac {D_{\mathrm {EO} }}{f_{O}}}}
因而對一個複合式的顯微鏡前端角放大率的表示是：
{\displaystyle \mathrm {MA} =P_{\mathrm {E} }\times P_{\mathrm {O} }}
倍率的定義是依據儀器對任易分離角度在目鏡和物鏡之間被放大的能力。不同於歷史上對顯微鏡目鏡的分析，是依據目鏡對角度的放大倍率，和物鏡原本的放大能力。這對光學設計師是很方便，但從顯微鏡學實用的觀點上看卻缺乏便利性，因此便被摒棄了。
一般目鏡的放大倍率是8X、10X、15X、和20X。這些倍數是與正常人的能看清楚的最短明視距離，{\displaystyle D}250mm，比較得到的，所以目鏡的焦距可以用250mm除以放大倍率而計算出來。雖然被接受的標準距離是250mm，但現在的顯微鏡會設計成只有160mm的焦距，使得儀器變得非常的緊湊。現在的儀器也許還會被設計成管子實際上是無限長的(在鏡筒內使用一個輔助透鏡)。
顯微鏡影像整體的角放大率是目鏡放大率與物鏡放大率的乘積。例如，10X的目鏡與40X的物鏡組合就會得到400X的放大倍數。

### 焦平面的位置
有一些目鏡，像是拉姆斯登目鏡 (在下面有詳細的說明) ，焦平面的位置在目鏡之外的場透鏡前方，因此很適宜做為標線或測微表等十字線安置的位置。在惠更斯目鏡，焦平面的位置在眼睛和在目鏡內的場透鏡之間，是不容易接近的位置。

### 視场
視场，經常會使用縮寫FOV，描述的是經由目鏡能看見的目標 (從觀測者所在地測量得到的角度) 。目鏡的視野範圍會根據各自所結合的望遠鏡或顯微鏡的放大率而有所變化，也和目鏡本身的性質有關。目鏡由他們的視野闌做區分，這是進入目鏡的光線抵達場透鏡前所經過的最狹窄孔徑。
由於這些可變的因素，"視野"這個名詞通常有兩種意義，並且總是只表示其中之一。
- 實視野是使用某一架望遠鏡時，由於具體的放大效果，通過目鏡能看見的真實天空的角度大小，它的範圍通常在0.1度至2度之間。
- 視視野是被測量的目鏡所有的一個恆定值，範圍從35度至80度以上。它本身，明顯的是一個抽象的數值，但是可以經由望遠鏡與目鏡結合所得到的的放大率測量出實視野。目鏡的視視野通常都會作為目鏡的特性標示出來，為用戶提供一個方便的方法，計算在自己的望遠鏡上使用時的實視野。

目鏡的使用者通常都需要計算實視野，因為這表示出目鏡與望遠鏡結合時，實際上能看見的天空大小。計算實視野最方便的方法取決於是否知道視視野。
如果已經知道視視野，實視野可以經由下面的近似公式計算：
{\displaystyle FOV_{C}={\frac {FOV_{P}}{mag}}}
或
{\displaystyle FOV_{C}={\frac {FOV_{P}}{({\frac {f_{T}}{f_{E}}})}}}
此處：
- {\displaystyle FOV_{C}}是實視野，計量的單位是以{\displaystyle FOV_{P}}時所提供的角度單位來測量。.
- {\displaystyle FOV_{P}} 是視視野。
- {\displaystyle mag}是放大倍數。
- {\displaystyle f_{T}}是望遠鏡的焦長。
- {\displaystyle f_{E}}是目鏡的焦長，用與{\displaystyle f_{T}}相同的量度單位來標示。

望遠鏡物鏡的焦長是物鏡的口徑乘上焦比的值，他代表鏡子或透鏡將光線聚集在一個點上的距離。
這種形式的精確度可以在4%以內，或視視野達到40°都是良好的，而在60° 時的誤差為10%。
如果不知道視視野，實視野可以使用下面的方法來概估：
{\displaystyle FOV_{C}={\frac {57.3d}{f_{T}}}}
此處：
- {\displaystyle FOV_{C}} 是實視野，以度為計算單位。
- {\displaystyle d}是目鏡視野闌的直徑，單位為mm。
- {\displaystyle f_{T}}式望遠鏡的焦距，單位為mm。

第二個公式比第一個來得精確，但是多數廠家通常都不會告知視野闌的大小。如果視場不是平坦的，或是對設計的角度大於60°的超廣角目鏡，第一個公式就會不準確。

### 筒徑

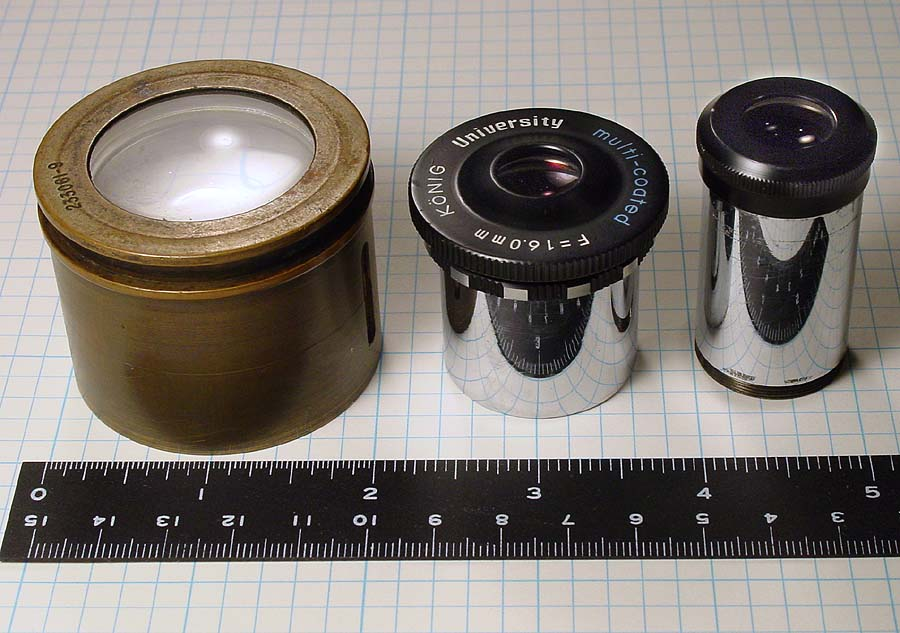
圖例 (由左至右) 是2英吋 (50.8mm)、1¼ 英吋 (31.75mm)和0.965 英吋 (24.5mm) 的目鏡。

望遠鏡有三種不同標準的筒徑，而筒徑的大小習慣用英吋標示。
- 最小的標準筒徑是0.965 英吋 (24.5mm)，但幾乎已經被摒棄了。仍然使用這種筒徑的望遠鏡不是玩具店內的商品，就是通常只在商城 (大賣場) 內仍然充斥的品質較差的望遠鏡。許多在這種望遠鏡上的目鏡都是塑膠製造的，有些甚至連透鏡都是塑膠的。高品質的望遠鏡早已不再種尺寸的目鏡了。

- 大部分的目鏡筒徑都是1¼ 英吋 (31.75mm)，這種筒徑的目鏡在實用上的焦距上限大約是32mm。焦距更長的目鏡，焦距比32mm更長的目鏡，筒徑的邊緣限制了視視野的大小不能超過50°，而多數的業餘者認為這是可以接受的最小視野。這種筒徑的螺旋可以置入30mm的濾鏡。

- 2 英吋 (50.8 mm) 筒徑的目鏡經常被使用。2英吋目鏡的焦距極限大約在50mm，大於2英吋 (50.8 mm) 的筒徑主要在協助延伸目鏡焦距的極限。這種目鏡的價值通常都很昂貴，並且可能重得足以傾覆望遠鏡。這種目鏡的螺旋適用48mm的濾鏡 (或是49mm的)。

顯微鏡的目鏡使用mm為單位，標準筒徑為23.5mm和30mm，都比望遠鏡的筒徑小一些。

### 適眼距
眼睛需要在目鏡後方的一段距離內觀看經過目鏡形成的影像，這段適當的距離稱為適眼距。有著較大的適眼距，意味著目鏡的品質越佳，也越容易觀看到影像。但是如果適眼距太大，要讓眼睛長期處在正確的位置上，它會造成眼睛的不舒適。基於這個原因，有些有著長適眼距的目鏡，在目鏡透鏡的後方有眼罩杯的設計，可以幫助觀測者能長時間的在正確的距離上觀測目標。出射瞳的大小應該與拉姆斯登盤的大小相符。在天文望遠鏡的情況下，入射光瞳的影像對應於物鏡的大小。
適眼距的典型範圍在2mm至20mm之間，依據目鏡的構造來決定。長焦距的目鏡通常都有較寬裕的適眼距，但短焦距目鏡的適眼距就有問題了。直到最近，這仍然是相當普遍與共通的，短焦點目鏡的適眼距就較短。好的設計指南建議適眼距至少要有5-6mm，以避免睫毛造成的不舒適。現代的設計可以增加許多透鏡元件，不僅在這方面獲得改善，還可以在高倍率的觀測上變得更加舒適。特別是對於帶眼鏡的觀測者，他們至少需要20mm的距離才能容納德下它們的眼鏡。

## 目鏡設計
技術隨著時間而進步，目前有許多不同設計的目鏡，可以供給望遠鏡、顯微鏡、瞄準器或其他的設備使用。它們改變了內部透鏡的位置，而且不同的設計有時更加適合兩種以上不同類型的觀察，和不同類型的設備來使用。這些目鏡的設計有惠更斯目鏡、拉姆斯登目鏡、克耳納目鏡、無畸變目鏡、愛佛目鏡、康尼目鏡、普羅索目鏡、RKE目鏡和尼格勒目鏡。下面將對其中的一些做較詳細的說明：

### 凸透鏡

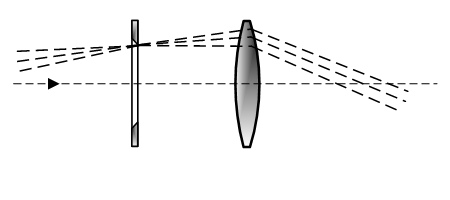
凸透鏡

將簡單凸透鏡放置在物鏡後焦點的位置可以提供放大的倒像供檢視。這種構造在1590年被撒迦利亞詹森使用在早期的撒迦利亞顯微鏡上，克卜勒在1611年著作的Dioptrice本書中並建議使用在廣視野和高放大倍率的望遠鏡上。因為目鏡是放置在物鏡焦平面的後方，因此也可以使用在測微儀的焦平面上 (用於測量角度的大小/或觀察物件之間的距離)。

### 負透鏡或"伽利略目鏡"

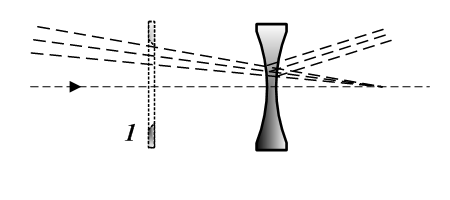
負透鏡

簡單的負透鏡是放置在物鏡焦點的前方，可以生成正像但有限度放大的影像。這種型式的目鏡大約是在1608年第一次使用在荷蘭的一架折射望遠鏡上。它也被使用在伽利略於1609年設計的望遠鏡上，因此被稱為伽利略目鏡。這種型式的目鏡迄今仍然在許多廉價的望遠鏡、雙筒望遠鏡和觀劇鏡上使用。

### 惠更斯目鏡

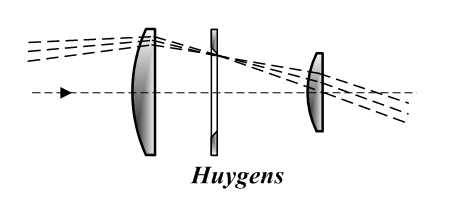
惠更斯目鏡圖解。

惠更斯目鏡由兩個平面朝向眼睛並以空氣隙分隔的平凸透鏡組合而成，這兩個透鏡分別稱為眼透鏡和場透鏡，焦平面位於兩個透鏡之間。 這種透鏡是克里斯蒂安·惠更斯在1660年代晚期發明的，並且是第一種複合目鏡。惠更斯發現以空氣隙分隔兩個透鏡可以使目鏡的橫向色差為零。如果這兩個透鏡是以相同折光係數的玻璃製成，則當兩個透鏡的距離是下式所給定的值時，眼睛可以透過望遠鏡很輕鬆的看見無窮遠距離上的物體：
{\displaystyle d={\frac {1}{2}}(f_{A}+f_{B})}
此處{\displaystyle f_{A}}和{\displaystyle f_{B}}是兩個透鏡元件的焦距。
這種目鏡在長焦距的望遠鏡上非常好用 (在惠更斯的時代，使用的是單一元件非消色差的長焦距折射望遠鏡)。這種光學設計在現在被認為是過時了，因為現在最常使用的短焦距望遠鏡，會使這種目鏡的缺點：短適眼距、高失真影像、色差和窄視野都呈現出來。但是因為這種目鏡製造的成本很低，使得他們仍被使用在廉價的望遠鏡和顯微鏡上。
因為惠更斯目鏡不需要使用黏劑來固定透鏡元件，望遠鏡的使用者經常會使用這種目鏡作太陽投影，也就是將太陽的影像投射到螢幕上。其它使用了黏劑的目鏡可能會因為強烈和集中的陽光而損壞。

### 拉姆斯登目鏡

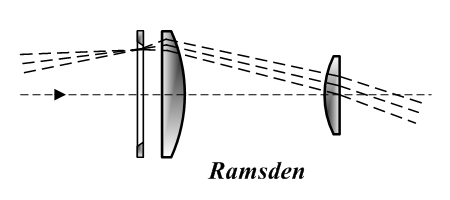
拉姆斯登目鏡圖。

拉姆斯登目鏡由兩個具有相同玻璃和相似焦距的平凸透鏡組成，兩個透鏡相距不到一個焦長，這是天文和科學儀器製造商傑西·拉姆斯登於1782年設計發明的。鏡頭分離因設計而異，但通常在目鏡眼部鏡頭焦距的7/10到7/8之間，選擇是在殘餘橫向色差（低值時）和高值之間進行權衡，當觀察者使用近距離虛擬圖像（如近視觀察者）時，場透鏡有接觸焦平面的風險，或者一個年輕人，其調焦能夠應對近距離的虛擬圖像（當與千分尺一起使用時，這是一個嚴重的問題，因為它可能導致儀器損壞）。
恰好1焦距的分離是非常不明智的，因為它會使場透鏡上的灰塵也聚焦而令人不安。兩個曲面朝內。因此，焦平面位於目鏡外部，所以可以作為放置刻度或微米十字準線的位置以進行量測。由於校正橫向色差需要精確分離一個焦距，因此不可能完全校正拉姆斯登設計的橫向色差。這種設計略好於惠更斯，但仍達不到今天的標準。
它仍然非常適合與使用近單色光源（例如偏振計）操作的儀器一起使用。

### 凱爾納目鏡

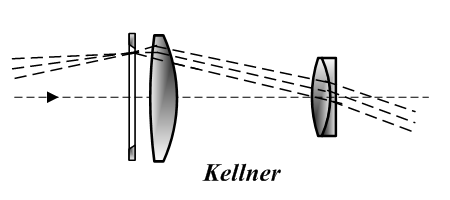
凱爾納目鏡結構圖

凱爾納目鏡使用成對消色差透鏡取代拉姆斯登目鏡設計中簡單的平凸透鏡，藉以校正殘留的橫向色差。卡爾·凱爾納在1849年設計了第一個現代的消色差目鏡，也稱為消色差拉姆斯登目鏡。凱爾納目鏡是一種3透鏡設計。它的價格低廉，從低到中倍率都有相當好的成像品質，遠優於惠更斯和拉姆斯登的設計。適瞳距比惠更斯目鏡好，但不如拉姆斯登目鏡。凱爾納目鏡最大的問題是內部反射，但現代的防反射塗層為焦比f/6或更長的中小型孔徑望遠鏡提供了可用且經濟的選擇。典型的視視野在40–50°。

## Gallery

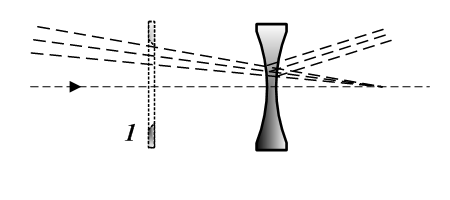
Galilean eyepiece
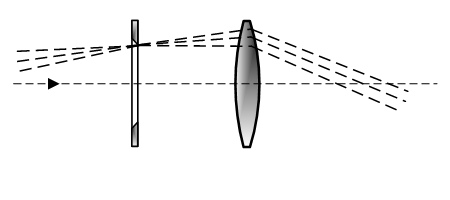
Kepler eyepiece
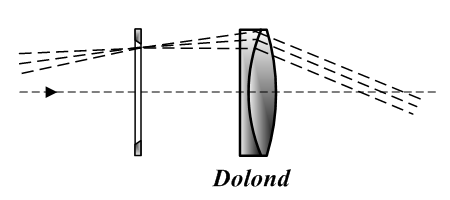
Dolond eyepiece
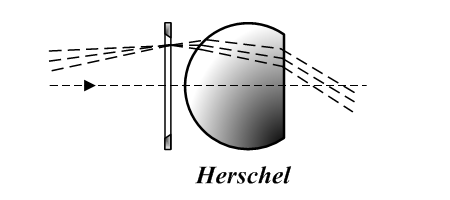
Herschel eyepiece
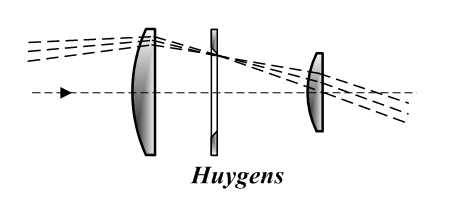
Huygens eyepiece
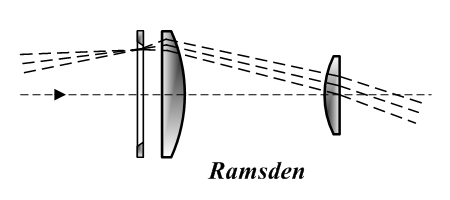
Ramsden eyepiece
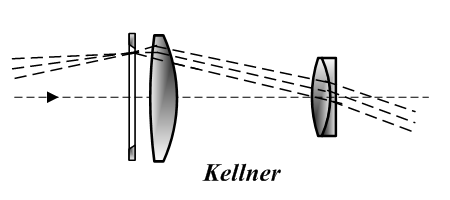
Kellner eyepiece
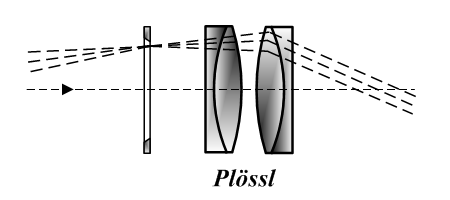
Plössl eyepiece
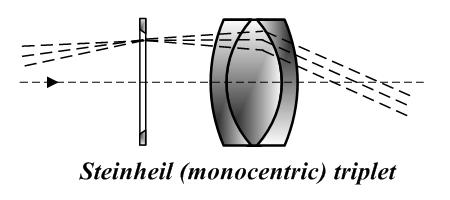
Steinheil eyepiece
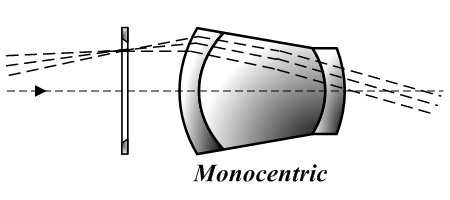
Monocentric eyepiece
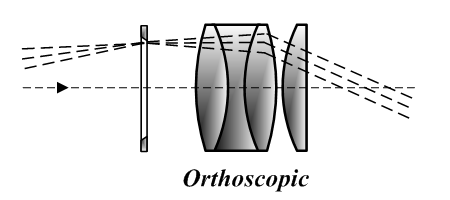
Orthoscopic  eyepiece
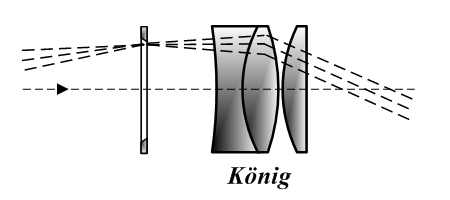
König eyepiece
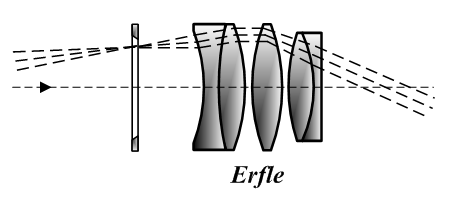
Erfle eyepiece
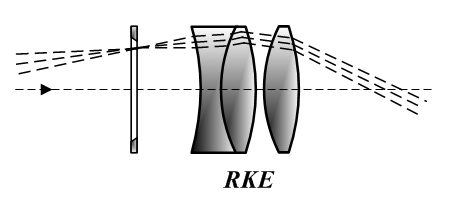
RKE eyepiece
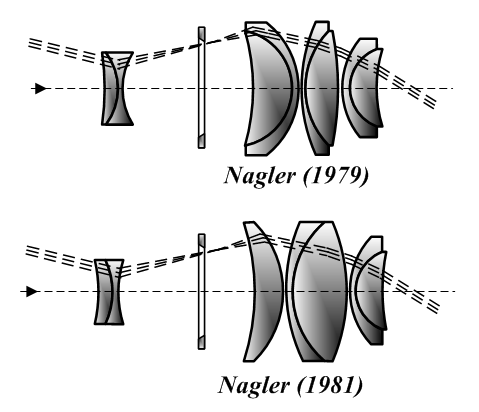
Nagler eyepieces
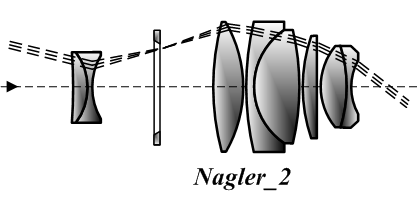
Nagler eyepiece

## 外部連結
- John Savard's Eyepiece Page （页面存档备份，存于）

A list of eyepieces with some details of their construction.
- Peoria Astronomical Society Eyepiece page （页面存档备份，存于）

A list of eyepieces with some details of their construction.
- Astro-Tom.com Eyepiece Article

A list of eyepieces with some details of their construction.
- Eyepiece Simulator

Demonstrates the effect of eyepieces